# ريم زينو
ريم زينو (1982-) ممثلة سورية 

## حياتها
ولدت في مصياف في ريف حماة وسط سوريا، عام 1982، تخرجت من المعهد العالي للفنون المسرحية في دمشق عام 2004. بدأت مشوارها الفني من خلال المسرح الشبيبي، وحصلت على لقب أفضل ممثلة بين أبناء جيلها، ثم تلقى والدها نصيحة المسرحي السوري الراحل رياض عصمت بأن يرسل إبنته إلى المعهد لتدرس التمثيل بشكل أكاديمي، وهو ما فعله من دون تردد.
كان أول ظهور لها على الشاشة بشخصية "ناديا" في مسلسل التغريبة الفلسطينية، مع المخرج السوري حاتم علي، قبل أن تتوالى أدوراها المهمة والمتميزة في التلفزيون والسينما والمسرح.
شاركت في ثلاثين عملاً درامياً، منها «رجاء ونساء» و«الظاهر بيبرس» و«أشواك ناعمة» عام 2005 و«ندى الأيام» و«على طول الأيام» و«أعيدوا صباحي» عام 2006 و«جنون العصر» عام 2007 و«باب المقام» عام 2008 و«أبواب الغيم» عام 2010 و«رومانتيكا» عام 2012 و«تحت سماء الوطن» عام 2013 و«نيولوك» عام 2014 و«عناية مشددة» و«بقعة ضوء 11» عام 2015 و«زوال» عام 2016 و«هواجس عابرة» عام 2018 و«مقامات العشق» و«عفوة القلوب» و«شوارع الشام العتيقة» و«كونتاك» 2019 و«حارس القدس» و«بورتريه» عام 2020. ومن أعمالها السينمائية «كيف وشلون» عام 2006 و«قلوب صغيرة» عام 2007 و«أيام الضجر» عام 2008 و«الليل الطويل» عام 2009. ومن مسرحياتها «امرأة في الماضي»، و«الدرس».
في مطلع عام 2019، نجت من حادث كاد يودي بحياتها، ودخلت على إثره إلى المستشفى لتتلقى العناية الطبية اللازمة، قبل أن تطمئن على صحتها وتمكث لفترة نقاهة ليست بالطويلة، بمنزلها في دمشق. وقالت إن الحادث أدى إلى إصابتها برضوض بعدما صدمتها سيارة وهي تعبر الشارع، شاكرة الله على السلامة، كما شكرت جمهورها ومحبيها الذين تواصلوا وحاولوا الإطمئنان عن وضعها الصحي.

## حياتها الخاصة
تزوجت من الفنان مهند قطيش ولكنها انفصلت عنه بعد ذلك في عام 2017 . علماً أنها وقفت أمام كاميرته في مسلسل «هواجس عابرة».

## أعمالها

### المسلسلات
- عناية مشددة
- رومانتيكا
- أبواب الغيم
- باب المقام
- الظاهر بيبرس
- أعيدو صباحي
- جنون العصر
- اشواك ناعمة
- القضية 6008 بدور (هديل)
- سوق الحرير

### في السينما
- الليل الطويل
- أيام الضجر

### سباعية
- تحت سماء الوطن

### في المسرح
- امرأة من الماضي